# Substância cinzenta

Substância cinzenta na medula espinhal ("grey matter" na figura)

Substância cinzenta, matéria cinzenta ou massa cinzenta é um importante componente do sistema nervoso central, consistindo de corpos de células nervosas, células da glia (astroglia e oligodendrócitos), capilares, axônios e dendritos. A substância cinzenta contém o corpo celular do neurônio, em contraste com a substância branca, a qual não contém e, em sua maioria, contém tratos de axônios mielíticos. A diferença de cores provém principalmente da brancura da mielina. Em tecidos vivos, na prática, a substância cinzenta tem uma cor mais cinza-amarronzada, a qual vem dos vasos sanguíneos capilares e dos corpos celulares dos neurônios.

## Função
A substância cinzenta é composta de corpos celulares de neurônios, e é responsável por interpretar os impulsos nervosos das regiões do corpo até o encéfalo, produzir impulsos e coordenar atividades musculares e reflexos. A substância cinzenta inclui regiões do cérebro envolvidas no controle muscular, percepção sensorial - como visão e audição, memória, emoções e fala.

## Distribuição
A substância cinzenta está distribuída na superfície dos hemisférios cerebrais e do cerebelo, assim como nas profundidades do cérebro, do cerebelo, da haste cerebral e da substância cinzenta espinhal. Agrupamentos de corpos celulares no encéfalo e na medula espinal são conhecidos como núcleos, em geral, sendo identificados nomes específicos, como núcleo geniculado lateral, onde a informação é processada.

## Pesquisa

### Volume e cognição em pessoas idosas
Correlações significativas e positivas têm sido encontradas entre o volume de substância cinzenta em idosos e medições de memória curta e semântica. Nenhuma correlação significativa foi encontrada com o volume da substância branca. Esses resultados sugerem que a variação individual em funções cognitivas específicas que são relativamente bem preservadas com o envelhecimento é justificada pela variação do volume de substância cinzenta em idosos saudáveis.

### Volume relacionado com transtorno bipolar
Algumas diferenças estruturais na substância cinzenta têm sido relacionadas com transtornos psiquiátricos. Não houve diferença na totalidade da substância cinzenta entre pacientes com transtorno bipolar tipo I e saudáveis. Pessoas com transtorno bipolar tipo I tiveram menores volumes no lóbulo parietal inferior esquerdo, giro temporal superior direito, giro frontal médio direito e caudato esquerdo. Somente o volume no giro médio direito foi correlacionado com a duração da doença e o número de episódios em pacientes.

### Efeitos do tabagismo
Fumantes mais velhos perdem substância cinzenta e função cognitiva numa velocidade maior do que não fumantes. Fumantes crônicos que abandonaram o cigarro durante o estudo perderam menos células nervosas e retiveram melhor função intelectual do que aqueles que continuaram a fumar.

### Efeitos no abuso infantil
Adolescentes que foram vítimas de abuso e negligência parecem ter menor quantidade de substância cinzenta no cortex prefrontal.

### Pornografia
Um estudo conduzido por Simone Kühn e Jürgen Gallinat do Instituto Max Planck para o Desenvolvimento Humano em Berlim, reuniu 64 homens com idades entre 21 a 45 anos. Os pesquisadores lhes questionam no que tange ao consumo semanal de pornografia e submeteram esses indivíduos a Imagem de ressonância magnética (MRI), logo foi apresentado a eles, imagens eróticas e, de acordo com os dados da ressonância magnética, os cientistas associaram o uso em horas da pornografia com a redução do volume de matéria cinzenta, além de prejuízo em uma área do cérebro associada ao sistema de recompensa. 